# Fonte Nuova
Fonte Nuova è un comune italiano sparso di 32 681 abitanti della città metropolitana di Roma Capitale nel Lazio, costituitosi il 15 ottobre 2001 per effetto della L.R. n. 25/1999 e più nello specifico a causa dell’iniziativa di 5 cittadini attivi, Anna Di Pompeo - Ugo Di Rienzo - Giovanni Richichi - Aldo Sacra - Guido Costa facenti parte di un comitato promotore di 10, che proposero, con un’azione durata dieci anni, il  distacco delle località di Tor Lupara e Santa Lucia dai comuni di Mentana e Guidonia Montecelio. La sede comunale si trova nella località di Tor Lupara.

## Geografia fisica

### Territorio
Circondata da diverse aree naturali, la città è collocata a nord-est di Roma, oltre il GRA o Autostrada A90. Il territorio si presenta prevalentemente collinare e la quota massima si aggira intorno ai 150 metri sul livello del mare. La frazione di Tor Lupara è collocata ad un'altitudine maggiore rispetto alla frazione di Santa Lucia. 
Nel territorio comunale scorre il Pratolungo, piccolo affluente dell'Aniene.

### Clima
Il clima è temperato o mite, in inverno possono registrarsi gelate con temperature poco inferiori allo zero. Eventi nevosi particolarmente rilevanti sono quelli del 1985, del 2010, del 2012 e del 2018, nel primo caso nel mese di gennaio e nei restanti tre nel mese di Febbraio. In estate la temperatura può raggiungere i 38 °C. Frequenti sono le ondate di calore registrate in questa zona, tra le più calde della regione Lazio. Nella seconda metà di giugno 2022 si sono raggiunti i 41 °C circa nella frazione di Santa Lucia, temperatura massima record per il comune.

## Storia
Fonte Nuova sorge sulle rovine della antica Nomentum, già città della Lega Latina, rinomata per il suo clima e nominata da poeti classici come Ovidio, che qui produceva vino.
Sempre in questo territorio ebbe luogo l'incontro tra Carlo re dei Franchi e il Papa nel 799 per concordare la nascita del Sacro Romano Impero l'anno successivo.
Sull'attuale territorio di Fonte Nuova, già di Mentana, nel 1867 si svolse la battaglia tra i volontari garibaldini e le truppe francesi e pontificie. Testimonianze degli avvenimenti della campagna dell'Agro Romano per la liberazione di Roma sono nel Museo Nazionale di Mentana. Le ossa di alcuni garibaldini caduti negli scontri sul territorio posto tra gli attuali comuni di Mentana e Fonte Nuova sono nell'Ara-Ossario Monumento Nazionale attigua al museo.
L'abitato odierno si cominciò a sviluppare intorno agli anni cinquanta con una rapida espansione urbanistica, dapprima sulla Nomentana e sulla Palombarese, poi con una ragnatela di diramazioni.
Attualmente il comune risulta ben sviluppato intorno alle due vie principali.

### Simboli
Lo stemma del Comune di Fonte Nuova è stato concesso con decreto del presidente della Repubblica dell'8 giugno 2007.
Il gonfalone è un drappo di giallo.

## Monumenti e luoghi d'interesse

### Sede Comunale
Di recente costruzione è il palazzo comunale, sito in via Machiavelli n. 1 e direttamente collegato alla piazza Padre Pio.

### Architetture religiose
Chiesa parrocchiale di Gesù Maestro
Consacrata nel 1967, nel 2000 è stata restaurata e ampliata. La sala Giovanni Paolo II. Della vecchia struttura rimase solamente lo scheletro in cemento armato al quale sono state aggiunte due navate laterali
Chiesa di Santa Lucia
La costruzione è iniziata nel 1964 ed è stata consacrata nel 1972.
Chiesa parrocchiale di Maria Regina
La sua costruzione fu iniziata nel 1983. La sua consacrazione era stata prevista per il 1º giugno del 1986 con consacratore Giovanni Paolo II ma l'inagibilità per via della dichiarazione di elevata sismicità della zona fece innalzare enormemente i prezzi di costruzione con conseguente allungamento dei tempi di lavoro. Un incendio la distrusse nella notte del 26 ottobre del 1988 prima che fosse ultimata.
Chiesa evangelica pentecostale
È in stile moderno degli anni settanta-ottanta.

### Architetture militari
- In via della Torre si trova la costruzione che dà il nome alla località di Tor Lupara. Si tratta di una torre semaforica, restaurata negli anni settanta, detta anche Torre Tricolore per la colorazione. Di origine medioevale, in precedenza aveva il nome di torre di S. Stefano[7]. Oltre che per difendere le villette nell'interno, nel Medioevo servì anche per difendere Mentana. Infatti, il primo nucleo di Tor Lupara era in via della Torre appena dopo la costruzione ed era stanziato sul piccolo rialzamento alla sinistra della via Nomentana. Attualmente la via è una traversa di una traversa della Nomentana (via 1º Maggio).
- In località Torricella, presso l'incrocio di via Settembrini con via Albertazzi, si trova una "torraccia" ora utilizzata come silo e in grave stato di abbandono.
- Sempre nei pressi di via Settembrini, più specificatamente in via di San Biagio, in cima al Monte Gentile, vi è la Torre di San Biagio detta la "Sedia del Diavolo" per la forma che ha. Anch'essa è in gravissimo stato di abbandono.
- In via Torre delle Torri vi è la Torre Tucci detta anche Torre delle Torri. Altra torre è la Torre San Salvatoretto, visibile dalla via Salvatoretto.

Tutto questo insieme di torri e il Casale di Sant'Antonio (quest'ultimo prima della conversione in monastero) servivano a difendere il Castello Orsini di Mentana.

### Altro
- In via Tor Sant'Antonio vi è il Casale Tor Sant'Antonio, chiamato così perché nel Rinascimento fu usato come monastero dai monaci appartenenti all'ordine di Sant'Antonio.

Fontanili, abbeveratoi e lavatoi
Fontanili in stile rurale, anticamente usati per l'abbeveraggio di animali e per l'approvvigionamento idrico delle case rurali sparse nella campagna sprovviste di condutture dell'acqua, sono numerosi nel territorio. A causa della meccanizzazione nel lavoro nei campi, sono stati progressivamente abbandonati; l'esodo dalle campagne e la successiva urbanizzazione ha nascosto e in alcuni casi distrutto i fontanili. Il Comune di Fonte Nuova sta attuando un progetto di recupero e restauro dei fontanili esistenti sul territorio, delle aree adiacenti e delle strade d'accesso, per restituire il valore storico e paesaggistico che meritano.

### Siti archeologici
In località Quarto Conca sono state trovate due tombe rupestri, ora in stato di abbandono e usate come discarica abusiva. La tomba A, più antica, è fatta risalire a un periodo tra i cento e i trenta anni prima della fondazione di Roma. La tomba B, a destra della A si presume realizzata in un periodo compreso fra trenta anni prima e qualche mese dopo la fondazione di Roma.
Recentemente, presso il capolinea ATAC del 337 (via A. Manzoni) vi sono stati ritrovamenti di una villa romana e in località Salvatoretto una cisterna romana. Fra il Monte Palombino e Santa Lucia scavi abusivi hanno portato al ritrovamento di una tomba di donna. Il sarcofago, grazie a un'operazione dei Carabinieri è stato sequestrato ed è custodito nei locali del costituendo museo di archeologia di Mentana.
Presso la zona recente di via dei Platani e via dei Pini a Tor Lupara è stata riportata alla luce una zona archeologica da ascrivere, verosimilmente, a una villa extraurbana di Nomentum.
In via Nomentana, tra il chilometro 20 e il chilometro 21, sulla destra, di fronte al Parco Trentani, vi son dei resti di muri romani definiti "Botteghe oscure". Sia Ashby sia Martinori asseriscono che sul luogo esistevano delle murature in opus reticolatum. Si presume che la collina a ovest abbia franato rovinosamente sui muri degenerandoli parzialmente. Tuttavia si cercò in zona l'anfiteatro ove furono martirizzati San Primo e San Feliciano, difatti sul Monte Palombino, di fronte al Monte d'Oro, sono state trovate strutture di laterizio. Tuttavia il muro pare essere una struttura difensiva della cavea dell'anfiteatro. Nel 1997, scavi clandestini, a circa 2,50 metri dai muri stessi, che hanno portato alla luce vari frammenti di ceramica comune. Altri scavi, però stavolta gestiti dall'Enel, a una distanza di 4,50 metri dagli scavi precedenti, hanno escluso, per ora, la possibilità di ipotizzare che esistesse una struttura muraria nei pressi. A ogni modo si può solamente ipotizzare che il muro si tratti di un muraglione con funzioni sostruttive per via della presenza di sfiatatoi per lo scolo delle acque filtranti dalla collina preesistente.

### Aree naturali
- Riserva naturale della Marcigliana;
- Riserva naturale di Nomentum

## Società

### Evoluzione demografica
Abitanti censiti

I dati relativi ai censimenti precedenti alla costituzione del comune, avvenuta nel 2001, sono relativi agli abitanti delle località di Tor Lupara e Santa Lucia  distaccatesi dai comuni di Mentana e Guidonia Montecelio per costruire Fonte Nuova
Come si può osservare, nel corso dei primi anni del secondo attuale il comune ha registrato un incremento notevole del numero di abitanti, complice l'incessante cementificazione con sviluppo residenziale e commerciale. Ancora oggi il dato demografico della popolazione residente è destinato a crescere.

### Etnie e minoranze straniere
Al 31 dicembre 2023 la popolazione straniera era di 5.796 persone, pari al 17,71% dei residenti.

### Religione
Comunità evangelica
In via I Maggio 9 è presente una chiesa evangelica pentecostale delle Assemblee di Dio in Italia.
In via Monte Amiata è presente l'Istituto Evangelico Betania - Emmaus, per l'assistenza all'infanzia bisognosa (ex Villaggio Betania) e agli anziani.
Comunità buddhista
In via Settembrini è presente un tempio buddhista theravada.

### Istituzioni, enti e associazioni

#### Istituti e procure generali di suore
- Congregazione delle suore di Gesù Redentore sita in via 1º Maggio[12]
- Suore Figlie della Misericordia sita in via IV Novembre[13]
- Suore della Santa Croce sita in via 1º Maggio 37[14]

#### Strutture sanitarie

##### A Tor Lupara
- Ex clinica Madonna delle Rose, sita presso il capolinea della linea ATAC 337.[15] Funzione esercitata fino all'inizio degli anni settanta.
- Clinica Nomentana Hospital RSA[16]
- Linea Medica - Alliance Medical[17]
- Casa di cura Villa Alba[18]

##### A Santa Lucia e nel resto del comune
- Casa di riposo XII Apostoli - La serenità srl[19]

## Cultura

### Biblioteca comunale
Inaugurata nel 2022, la biblioteca Salvatore Vicario è collocata nella sede comunale, sita in via Machiavelli n. 1. Oltre a postazioni per lo studio e la lettura, essa offre l'opportunità di poter seguire eventi culturali di diverso genere.

### Istituti scolastici
Nel comune di Fonte Nuova sono presenti numerose scuole.
Nella frazione di Tor Lupara:
- Asilo comunale con due sedi;
- Istituto comprensivo statale Sandro Pertini (scuola dell'infanzia, primaria e secondaria di primo grado);
- Istituto comprensivo statale Eduardo De Filippo (scuola dell'infanzia, primaria e secondaria di primo grado);
- Scuola Paritaria del Patrocinio San Giuseppe;
- Istituto tecnico-economico e del turismo Angelo Frammartino (scuola secondaria di secondo grado), succursale rispetto alla sede centrale sita a Monterotondo.

Nella frazione di Santa Lucia: 
- Istituto comprensivo statale Luigi Pirandello (scuola dell'infanzia, primaria e secondaria di primo grado);
- Asilo comunale.

### Folclore
Nelle due frazioni sono organizzate varie cerimonie o festività di diversi ambiti culturali. 
A Tor Lupara ogni anno, in primavera, avvengono i solenni festeggiamenti per l'arrivo della Madonna di Fatima. Quest'ultima, una volta giunta in elicottero, viene accolta con una processione lungo la via Nomentana fino all'ingresso nella parrocchia, dove viene collocata per una settimana. 
Nella stessa frazione si organizzano annualmente: 
- la sfilata dei carri allegorici, durante la domenica di Carnevale;
- il mercato floreale "Tor Lupara in fiore", nella Domenica delle Palme;
- la festa del Sacro Cuore di Gesù nel mese di Giugno con precedente processione in occasione del Corpus Domini;
- il Buskers Festival con numerosi artisti di strada durante uno dei fine settimana del mese di Luglio;
- La sagra dell'olio e del vino novello, nel mese di Novembre.

Nella frazione di Santa Lucia:
- la Sagra delle Rose è il principale evento culturale, organizzato anche questo tra il mese di Maggio e quello di Giugno;
- Torneo calcistico dei rioni;

#### Musei
- Di recente[non chiaro] costituzione è il Museo d'arte Contemporanea (2003 - 2013) in via Machiavelli 20, dapprima suddiviso in due sedi: la galleria d'arte, inaugurata nel 1998 per le mostre temporanee, e il museo propriamente detto per la permanente. Dal 2006 è stato riunito in unica sede e vi operano le associazioni del Consorzio Cultura, un'associazione di associazioni il cui presidente è Davide Tedeschini. Al suo interno sale per le temporanee, permanenti, biblioteca, laboratori d'incisione calcografica e serigrafica, sala convegni per circa 60 posti. Il museo svolge una funzione di comunicazione continua con i cittadini e gli organi di stampa in virtù di una situazione di sottoproduzione culturale, determinata dallo spostamento di grossi patrimoni locali e da un'insufficienza di infrastrutture. Una polemica alimentata di recente è quella del "Lascito Zeri". Il museo nel 2013 ha definitivamente chiuso per il disinteresse dimostrato dalle amministrazioni succedutesi alla guida del Comune di Fonte Nuova. In 10 anni il museo non ha ricevuto alcun finanziamento. Tuttavia nel 2013 chiude per mancanza di fondi pubblici.[20]

### Cinema
Negli anni settanta l'ex clinica Madonna delle Rose di Fonte Nuova è stata utilizzata spesso come set cinematografico. 
Il primo film girato è stato Sette scialli di seta gialla (1972), e numerosi sono i polizieschi all'italiana (Il poliziotto è marcio, ...A tutte le auto della polizia..., La polizia è al servizio del cittadino?), oltre a horror (Profondo rosso) e thriller.
Numerosi sono i film ambientati presso la clinica. Fra questi:
- Sette scialli di seta gialla (1972)
- Frankenstein '80 (1972)
- Il boss (1973)
- La polizia è al servizio del cittadino? (1973)
- Una vita lunga un giorno (1973)
- Il fiore dai petali d'acciaio (1973)
- Una matta, matta, matta corsa in Russia (Невероятные приключения итальянцев в России), regia di Francesco Prosperi e Ėl'dar Aleksandrovič Rjazanov (1974)
- Piedino il questurino (1974)
- Il venditore di palloncini (1974)
- Il poliziotto è marcio (1974)
- Il giustiziere di mezzogiorno (1975)
- ...A tutte le auto della polizia... (1975)
- La città sconvolta: caccia spietata ai rapitori (1975)
- Profondo rosso (1975)
- Una città in fondo alla strada (1975)
- Il secondo tragico Fantozzi (1976)
- Occhi dalle stelle (1978)
- I contrabbandieri di Santa Lucia (1979)
- Suor Omicidi (1979)

## Economia

### Agricoltura
È uno dei comuni della città metropolitana di Roma Capitale il cui territorio è compreso nell'area di produzione dell'olio di oliva Sabina (DOP).
Le campagne comunali, infatti, sono dominate principalmente da ulivi.

### Industria
Nella frazione di Santa Lucia sorge un nucleo industriale e commerciale.

## Infrastrutture e trasporti

### Mobilità urbana
I trasporti urbani e interurbani del comune vengono svolti con autoservizi di linea gestiti dalle società ATAC, COTRAL e dalla ditta Corsi e Pampanelli.
La linea Atac 337 collega, attraverso la via Nomentana e poi il quartiere Talenti, la frazione di Tor Lupara al quartiere romano di Monte Sacro, con capolinea in via Pelagosa.
La società Cotral gestisce, invece, il trasporto per le linee Roma Tiburtina FS - Monterotondo e Fonte Nuova - Monterotondo FS, sempre attraverso la via Nomentana.

### Strade
Nomentana Bis
Il 15 dicembre 2012 è stata inaugurata la strada provinciale Nomentana Bis, in grado di collegare il centro cittadino con la via Palombarese, attraversando per un tratto la frazione di Colleverde (Guidonia-Montecelio).
Autostrade
A costeggiare la frazione di Santa Lucia è presente l'Autostrada A1 (Italia), raggiungibile mediante lo svincolo Guidonia-Montecelio a pochi chilometri di distanza. Il tracciato autostradale è ben visibile dalla zona industriale, a ridosso di via delle Molette e al confine con i comuni di Mentana e Sant'Angelo Romano.
Il comune può essere facilmente raggiunto attraverso l'uscita 12 del Grande Raccordo Anulare (Centrale del latte di Roma). 
Poco più distante, come alternativa, c'è l'uscita 11 (Via Nomentana, direzione Mentana).

## Amministrazione
L'istituzione del comune di Fonte Nuova è avvenuta mediante distacco delle frazioni di Tor Lupara e Santa Lucia dal comune di Mentana e di quella di Tor Lupara dal comune di Guidonia Montecelio.
| Periodo        | Periodo        | Primo cittadino     | Partito                           | Carica                    | Note                                      |
| -------------- | -------------- | ------------------- | --------------------------------- | ------------------------- | ----------------------------------------- |
| 11 giugno 2002 | 5 aprile 2003  | Graziano Di Buò     | Lista civica di Centrodestra      | Sindaco                   | Dimissioni per sospensione del consiglio  |
| 5 aprile 2003  | 26 maggio 2003 | Fausto Gianni       |                                   | Commissario prefettizio   | Dimissioni per cessazione del commissario |
| 26 maggio 2003 | 28 giugno 2004 | Fausto Gianni       |                                   | Commissario straordinario | Dimissioni per cessazione del commissario |
| 28 giugno 2004 | 22 giugno 2009 | Giovanni Vittori    | Centrosinistra                    | Sindaco                   |                                           |
| 22 giugno 2009 | 9 giugno 2014  | Graziano Di Buò     | Centrodestra                      | Sindaco                   | 2º mandato                                |
| 9 giugno 2014  | ottobre 2016   | Fabio Cannella      | Centrosinistra                    | Sindaco                   | Dimesso                                   |
| ottobre 2016   | giugno 2017    | Raffaela Moscarella |                                   | Commissario prefettizio   | Dimissioni per cessazione del commissario |
| 25 giugno 2017 | 12 giugno 2022 | Piero Presutti      | Destra                            | Sindaco                   |                                           |
| 13 giugno 2022 | 6 agosto 2024  | Piero Presutti      | Coalizione PD - Fratelli d'Italia | Sindaco                   | 2º mandato                                |
| 7 agosto 2024  | in carica      | Filippo Santarelli  |                                   | Commissario prefettizio   |                                           |

### Gemellaggi
- Cape Canaveral, dal 1988

L'8 novembre 2008 sono stati sottoscritti i protocolli di gemellaggio con i comuni di Amaroussion e Nea Ionia Magnesia in Grecia, Klaipedos in Lituania e Beloslav in Bulgaria.

## Sport

### Calcio
Negli anni sessanta furono costituite le società calcistiche in rappresentanza delle due frazioni di Mentana:
- S.S. Santa Lucia, fondata nel 1965 (divisa nero-verde);
- Polisportiva Tor Lupara, fondata nel 1968 (divisa rosso-blu).

Contestualmente alla costituzione del comune di Fonte Nuova si tentò la fusione delle due società, che portò nel 2002 al cambio di denominazione dell'A.C. Nuova Santa Lucia in A.C. Fonte Nuova (divisa bianco-blu). Per disparati motivi, soprattutto per delle perplessità da parte della dirigenza torluparese, la fusione non andò in porto. Nonostante ciò, l'A.C. Nuova Santa Lucia decise di mantenere la sua nuova denominazione. Nacque così la nuova rappresentativa della frazione di Santa Lucia, che si è fatta carico di perpetuare le tradizioni dell'oramai scomparsa A.C. Nuova Santa Lucia, nonostante i tentativi delle istituzioni di minarne il percorso:
- A.S.D. Pro Santa Lucia, fondata nel 2003 (divisa verde-nera).

Dopo nove anni di tentativi, nei quali non si giunse mai a un punto d'incontro, lunedì 28 giugno 2010 furono firmati i documenti per la fusione tra la Polisportiva Tor Lupara e l'A.S.D. Fonte Nuova Calcio. Nacque così l'A.S.D. Fontenuovese, avente un organigramma costituito in egual misura dagli ex dirigenti delle due società e come colori sociali il bianco, il rosso e il blu. Nella sua prima stagione (2010-11) la squadra disputò il campionato d'Eccellenza laziale; categoria nella quale gareggia nella stagione attuale, nel girone A, nonostante il cambio di proprietà e l'assunzione di una nuova denominazione: A.S.D. Polisportiva Fonte Nuova. La frazione di Tor Lupara ultimamente ha ri-iscritto la propria squadra (A.S.D. Tor Lupara 1968), che milita ultimamente nel girone B del campionato di Promozione Laziale e disputa le proprie partite casalinghe allo Stadio Comunale Domenico Mammoliti in via Vincenzo Gioberti, Fonte Nuova.

### Impianti sportivi
Gli stadi calcistici a disposizione sono tre:
- Stadio Comunale (in erba sintetica, sito in via Gioberti snc, Tor Lupara), nel quale disputa le proprie partite l'A.S.D. Polisportiva Fonte Nuova, già terreno di gioco della Polisportiva Tor Lupara;
- Stadio Don Antonio Morelli (in erba sintetica, sito in via Palombarese 252/B, Santa Lucia), nel quale disputa le proprie partite l'A.S.D. Santa Lucia Calcio;
- Stadio XII Apostoli (in erba sintetica, sito in via Selva dei Cavalieri, Tor Lupara), nel quale disputa le proprie partite l'A.S.D. Va.Li.Co. Mentana 1947, già terreno di gioco dell'A.S.D. Fonte Nuova Calcio.

### Pallavolo
Nel comune sono presenti due squadre di volley:
- L'A.S.D. Pallavolo Tor Lupara
- L'A.S.D. I.C.S. Volley Santa Lucia

### Basket
Nel comune è presente la squadra di Basket presso il Palazzetto Basket XII Apostoli
- SAB - A.S.D. Amatori Basket Fonte Nuova

### Equitazione
Nel territorio comunale vi sono vari circoli ippici.

### Arti marziali
In due palestre del Comune (via della Torre e via V. Cuoco) viene insegnato a livello professionale il Karate-kyokushinkai-Jūdō.

### Palla Tamburello
Nel comune è presente una squadra di palla tamburello, la A.S.D. ROMA TAMBURELLO MMXX, che rappresenta Fonte Nuova nei campionati nazionali indoor di Serie A maschile e femminile e nel campionato nazionale open di Serie C maschile.